# HD 165497
HD 165497，又名CP-59 7231，SAO 245273、HR 6760，是一颗恒星，视星等为6.38，位于銀經335.07，銀緯-17.98，其B1900.0坐标为赤經18h 1m 7.7s，赤緯-59° -17.98′ 13″。